# ویتور پاسوس
ویتور پاسوس (انگلیسی: Pelé؛ زادهٔ ۱۴ سپتامبر ۱۹۸۷) بازیکن سابق فوتبال اهل پرتغال است که در پست هافبک میانی بازی می‌کرد.
وی همچنین در تیم‌های ملی فوتبال زیر ۲۰ سال پرتغال و زیر ۲۱ سال پرتغال بازی کرده‌است.